# Alberola
Alberola è una frazione di 12 abitanti del comune di Sassello, in provincia di Savona.

## Geografia fisica
Alberola, frazione del comune del Sassello in provincia di Savona, fu costruita attorno agli inizi degli anni settanta del XX secolo. Nella località erano presenti cinque piste da discesa, di cui una omologata FISI sulla quale si svolgevano puntualmente diverse gare di sci, per un totale di otto chilometri, servite da 3 skilift costruiti dalla storica ditta F.lli Marchisio di Torino, più un piccolo campo-scuola. Inoltre, le piste venivano utilizzate dallo Sci Club Sassello per gli allenamenti.
Le quote andavano dagli 800 m ai 1090 m di altitudine del Monte Cucco. Inizialmente la quota scendeva fino ai 700 m della località La Carta. Aveva, inoltre, un piccolo anello per lo sci nordico. Le favorevoli condizioni meteo tra aria fredda continentale e aria umida dal mare compensavano la scarsa altezza con conseguenti ingenti nevicate. Particolarmente caratteristica era la disposizione degli impianti, infatti il punto di partenza era collocato alla sommità degli impianti siccome i medesimi erano sviluppati verso il basso e non verso una zona più alta.
All'inizio degli anni duemila, a causa delle non periodiche precipitazioni nevose (comune a tutte le stazioni sciistiche italiane) ed a causa della mancata concessione di ulteriori proroghe degli impianti a fune, sono stati dapprima chiusi due dei tre skilift presenti, lasciando attivo solamente lo skilift baby presente nel campo scuola; successivamente, per gli stessi motivi appena elencati, il 2004 ha visto la cessazione dell'attività di quest'ultimo, comportando così la definitiva chiusura del piccolo comprensorio sciistico. Attualmente grazie all'impegno del club centro sci Sassello e di altri volontari è stata ripristinata la pista di fondo che scorre tra le ex piste da discesa. Nei fine settimana è molto frequentata da famiglie con bob e slittini. Nella zona si possono effettuare effettuare alcune passeggiate verso il monte Beigua (1287 m) e il monte Ermetta (1267 m), da cui la vista abbraccia tutto il golfo ligure fino alla Corsica.
La frazione dista circa 14 km da Sassello.

## Clima
Il clima di Alberola è temperato fresco di specie medio-appenninica con influenza continentale. Le estati sono temperate con piovosità bassa. L'autunno e la primavera, invece, sono contraddistinte da forte variabilità con temperature mediamente fresche e piovosità abbondante. Gli inverni sono caratterizzati da temperature rigide con nevosità abbondante dovuta al buon apporto umido del Mar Ligure poco distante. La sua esposizione a nord permette una buona interazione con il cosiddetto "cuscino padano" infatti la località può vantare una buona conservazione del manto nevoso.
Caratteristico nel mese estivo è il vento di mare ( "Marin" ), mentre nei mesi più freddi il vento di tramontana può portare alla formazione del "Gaigo" cioè nubi medio-basse che dalla bassa pianura si addossano al versante padano.

## Società

### Evoluzione demografica
Vengono considerati abitanti i residenti sempre presenti nella località, risulta quindi un numero esiguo.
Durante il periodo estivo vi sono un centinaio di turisti.

## Monte Cucco
Monte Cucco è il punto più alto di Alberola. Non si tratta di un vero monte essendo caratterizzato da pendii poco acclivi e avendo una prominenza minima.

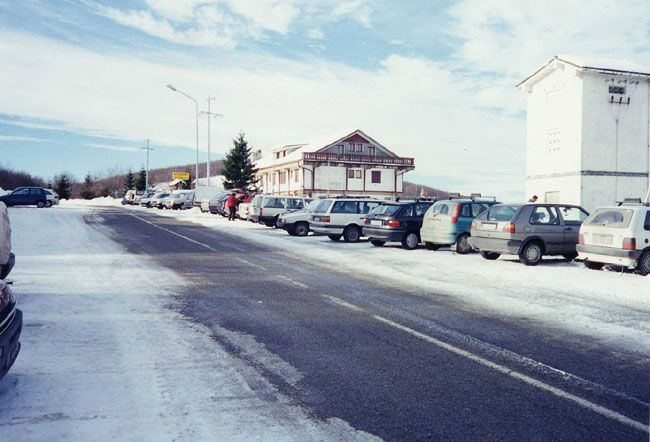
Monte Cucco durante il periodo invernale

## Economia

### Turismo
La frazione è dotata di un parco pic-nic in condizioni quasi ottimali, vi si trovano anche due alberghi, la ricettività è garantita da un turismo invernale da fine settimana, mentre nel periodo estivo ed autunnale le passeggiate e la raccolta di funghi porcini, garantiscono un giusto ricambio turistico.

## Monte Beigua

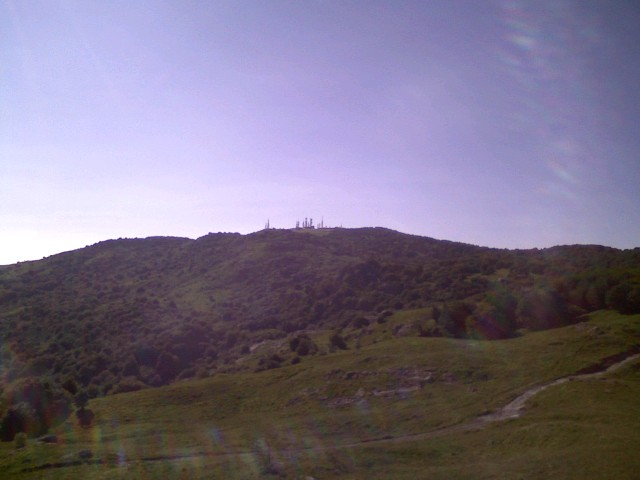
Vista del Monte Beigua

Ufficialmente Alberola appartiene all'area protetta del Monte Beigua (1287 m).

## Eventi
Ogni anno ad Alberola si svolge  il "Winter Octopustreffen" tradizionale raduno motociclistico invernale (normalmente il secondo week end di dicembre) organizzato dal Moto Club Touring Genova 91, nel quale si danno appuntamento centinaia di motociclisti provenienti da varie parti d'Italia e d'Europa.